# USS LST-51
O USS LST-51 foi um navio de guerra norte-americano da classe LST que operou durante a Segunda Guerra Mundial.